# Лаварак, Джон
Джон Лаварак (англ. Sir John Dudley Lavarack; 19 декабря 1885, Кангару-Пойнт, Брисбен — 4 декабря 1957, Будерим) — австралийский военный деятель, генерал-лейтенант, военачальник времён Второй мировой войны и впоследствии политик — губернатор штата Квинсленд с 1 октября 1946 по 4 декабря 1957 года. Известен как первый в истории Квинсленда губернатор, родившийся на австралийском континенте.

## Биография
Окончил кадетскую школу в Брисбене.
С 1905 года служил в звании лейтенанта в королевской австралийской артиллерии. В 1913 году получал дополнительное военное образование в Стафф-колледже в Англии.
Участвовал в Первой мировой войне — воевал на Западном фронте во Франции, затем на Балканах и в Греции, позже снова во Франции.
После окончания войны вернулся в Австралию и преподавал в Дантрунском военном училище и в 1933 году возглавил его. С 1929 года активно участвовал в обсуждении планов так называемой «Сингапурской стратегии». В апреле 1935 года получил временное повышение до генерал-майора (в июле оно стало постоянным) и фактически возглавил австралийскую армию.
С началом Второй мировой войны был повышен до генерал-лейтенанта и первоначально командовал 6-й и 7-й австралийскими дивизиями, в 1941 году командовал австралийскими войсками в Северной Африке (в частности, успешно противостоя Эрвину Роммелю под Тобруком) и на Ближнем Востоке (во время Сирийско-ливанской кампании). После вступления в войну Японии был отозван на Дальний Восток, в начале 1942 года находился на Яве, затем приложил значительные усилия для укрепления береговой обороны Австралии. В 1944 году отправился в США как глава австралийской военной миссии, принял участие в первой конференции ООН. Вернулся в Австралию в августе 1946 года.
В сентябре 1946 года вышел в отставку с военной службы и по предложению премьер-министра Квинсленда стал губернатором штата; в 1951 и 1956 годах успешно переизбирался на очередные пятилетние сроки, однако умер на втором году своего третьего губернаторского срока.